# Torre de flanqueo

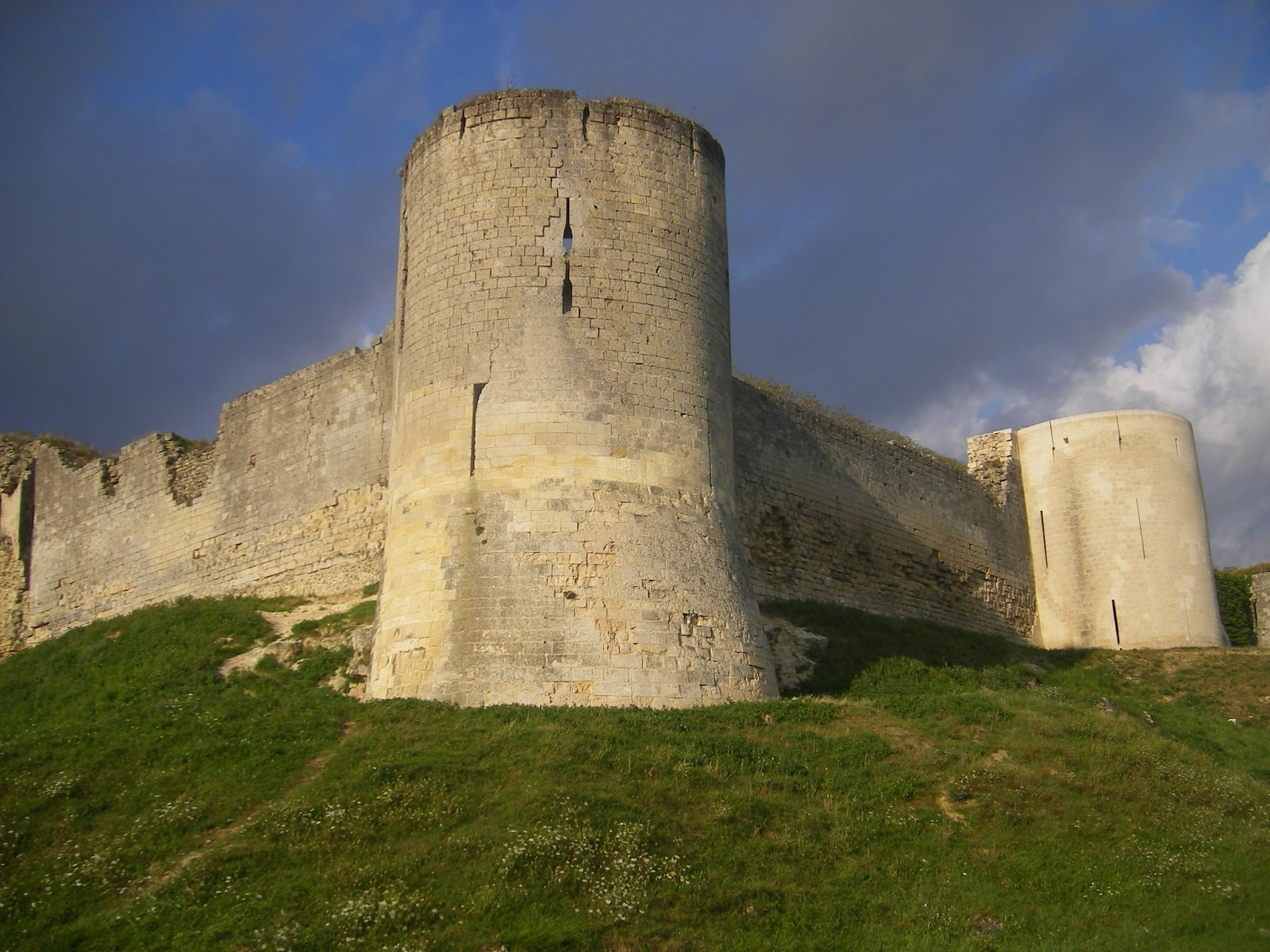
Torres de flanqueo del castillo de Coucy.

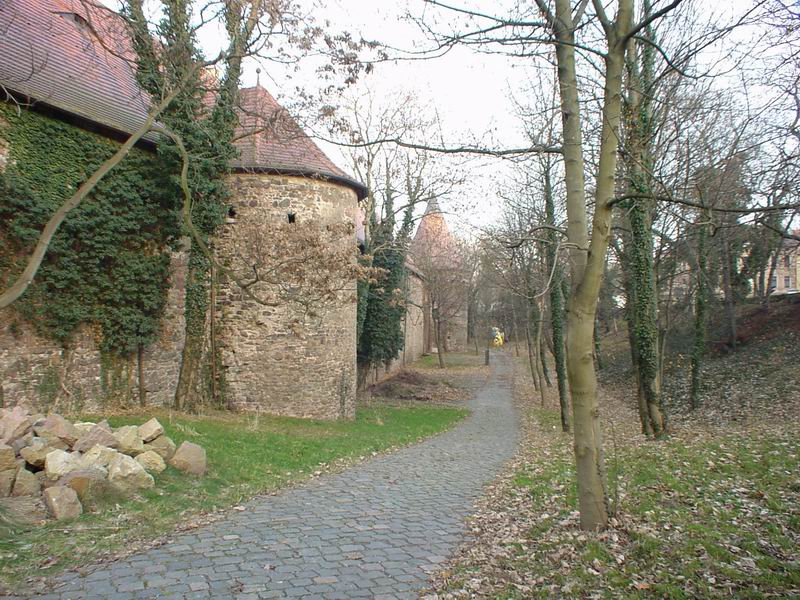
Torres de flanqueo del castillo de Giebichenstein.

Una torre de flanqueo es una edificación fortificada que se encuentra en el exterior de una muralla defensiva u otra estructura formando un flanco. Desde la plataforma defensiva y las troneras, la sección de muro entre ellos (el muro cortina) podía ser barrido desde un lado con armas a distancia. En los castillos y murallas de la Alta y Baja Edad Media, las torres de flanqueo a menudo tenían un plano de planta semicircular o una combinación de planos interiores rectangulares y exteriores semicirculares. También había torres circulares y rectangulares. Las torres de flanqueo esquineras se pueden ver, por ejemplo, en las fortificaciones de la Alhambra y en la casa solariega del castillo Hugenpoet. El castillo de Wellheim tiene una torre de flanqueo cuadrada. Las torres de flanqueo semicirculares eran comunes en la arquitectura sasánida.
En la arquitectura de iglesias, una torre de flanqueo es una torre semicircular o poligonal (octogonal, por ejemplo) en la pared exterior de la iglesia. La Gran Iglesia de San Martín en Colonia tiene varias torres de flanqueo. 